# Stupeň B1031 Falconu 9
Stupeň B1031 Falconu 9 je opakovaně použitý první stupeň rakety Falcon 9 vyráběné SpaceX. Tento první stupeň poprvé letěl 19. února 2017 při misi CRS-10, kdy vynášel desátou zásobovací loď Dragon k ISS v rámci kontraktu CRS a poté přistál na ploše Landing Zone 1. Po renovaci a kontrole přišel po přibližně osmi měsících druhý let. Stupeň letěl znovu 11. října 2017 a vynesl družici SES-11 a podruhé úspěšně přistál na plošinu Of Course I Still Love You.

## Historie letů
| Číslo použití | Datum startu (UTC) | Let číslo | Náklad | Start | Místo startu | Přistání | Místo přistání                    | Poznámky                          |
| ------------- | ------------------ | --------- | ------ | ----- | ------------ | -------- | --------------------------------- | --------------------------------- |
| 1             | 19. únor 2017      | 30        | CRS-10 |       | KSC LC-39A   |          | LZ-1                              |                                   |
| 2             | 11. říjen 2017     | 43        | SES-11 |       | KSC LC-39A   |          | Of Course I Still Love You (ASDS) | Třetí znovupoužití prvního stupně |